# Cumellopsis puritani
Cumellopsis puritani is een zeekommasoort uit de familie van de Nannastacidae. De wetenschappelijke naam van de soort is voor het eerst geldig gepubliceerd in 1906 door Calman.